# Eidgenössische Volksabstimmung über die Änderung des Verrechnungssteuergesetzes
Die eidgenössische Volksabstimmung über die Änderung des Verrechnungssteuergesetzes fand am 25. September 2022 statt. Die Vorlage sah eine Abschaffung der Verrechnungssteuer auf Zinserträge für Aktiengesellschaften und GmbHs vor. Da gegen die Gesetzesänderung das fakultative Referendum ergriffen worden war, kam die Vorlage zur Abstimmung. Das Volk lehnte sie mit 52 % ab.

## Inhalt

### Änderung des Verrechnungssteuergesetzes
Die verabschiedeten Gesetzesänderungen haben eine Stärkung des Fremdkapitalmarktes sowie die Beseitigung von Hindernissen bei der Konzernfinanzierung zum Ziel. Das soll mit der Abschaffung der Verrechnungssteuer auf Zinserträge erreicht werden. Eine Ausnahme bilden Zinserträge aus Guthaben von natürlichen Personen im Inland bei Banken und Sparkassen sowie bei Versicherungsunternehmen. Somit wird die Verrechnungssteuer nur noch für inländische natürliche Personen und Einzelunternehmen erhoben. Abgeschafft wird sie zugleich beim Kauf von Schweizer Obligationen sowie bei der Investition in Fonds, die Schweizer Obligationen enthalten. Dies gilt jedoch nur für den Neukauf; für bestehende Obligationen muss noch immer Verrechnungssteuer gezahlt werden. Weiter wird sie auf Zinsen von Bankkonten für juristische Personen (Aktiengesellschaft, Gesellschaft mit beschränkter Haftung etc.) sowie ausländische Anleger aufgehoben. Für in der Schweiz ansässige Personen wird diese Form der Verrechnungssteuer weiterhin erhoben.
Die eidgenössische Steuerverwaltung (ESTV) gab auf Auftrag der WAK-N hin aktualisierte Schätzungen zu den finanziellen Folgen der Reform ab. Als temporärer Effekt werden Rückerstattungsanträge, die sich insgesamt ca. auf 1 Milliarde Franken berufen werden (Schätzung der ESTV), prognostiziert; die Rückerstattung der Verrechnungssteuer an die Anleger kann bis zu drei Jahre nach Fälligkeit des Zinses beantragt werden. Diese Schätzungen gehen alle vom im Jahr 2022 vorherrschenden Zinsniveau aus. Die prognostizierten Mindereinnahmen hängen stark davon ab, weshalb zuverlässige Prognosen nur eingeschränkt möglich sind. Der Bundesrat sowie die Bundesverwaltung gehen davon aus, dass die Reform allgemein zu Mehreinnahmen führen werde, weil ausländische Unternehmen vermehrt Geld in der Schweiz anlegen werden.

### Weitere Gesetzesänderungen
Abgesehen vom Verrechnungssteuergesetz werden ebenso das Bundesgesetz über die Stempelabgaben sowie das Finanzmarktinfrastrukturgesetz revidiert. Bei Ersterem wird die Umsatzabgabe (Art. 13 StG) auf Schweizer Obligationen abgeschafft. Die Umsatzabgabe fällt allgemein bei einer Übertragung von Wertpapieren an. Durch die Änderung des Finanzmarktinfrastrukturgesetzes wird der ESTV der Zugang zum Transaktionsregister gewährt. Dieses Register sammelt Daten zu Transaktionen von Derivaten.

## Behandlung der Änderungen
In der Herbstsession 2021 befasste sich der Nationalrat zum ersten Mal mit der Vorlage. Zuvor waren in der Kommission für Wirtschaft und Abgaben des Nationalrates (WAK-N), die für die Vorberatung der Vorlage zuständig war, in der Eintretensdebatte im August 2021 zwei Rückweisungsanträge eingereicht worden. Im Namen der Kommission sprachen sich Céline Amaudruz (V) und Leo Müller (M-E) in der Eintretensdebatte dafür, auf die Vorlage einzutreten. Die Schweiz habe im Moment einen relativ unterentwickelten Fremdkapitalmarkt, da auf den Zinszahlungen jeweils 35 Prozent Verrechnungssteuer abgeführt werden müssten. Mit der geplanten Revision könne man aber den Fremdkapitalmarkt stärken und in der Schweiz neue Arbeitsplätze schaffen. Insgesamt habe diese Revision auch ein sehr gutes Kosten-Nutzen-Verhältnis. Die eingeplanten Mindereinnahmen der Reform könnten auf Bundesebene nach bereits etwa fünf Jahren kompensiert werden, da die Reform mittelfristig zu Mehreinnahmen führen sollte.
Franziska Ryser (G) als Sprecherin der ersten Kommissionsminderheit, die die Rückweisung an den Bundesrat beantragte, warf dem Bundesrat vor, bei der Revision das Ziel aus den Augen verloren zu haben. Statt die Steuersicherung zu verbessern und den Bund vor ungerechtfertigten Steuerhinterziehungen zu schützen, wolle er einen weiteren Steuerabbau für Unternehmen und ausländische Anleger durchdrücken. Jacqueline Badran (S) als Sprecherin der zweiten Kommissionsminderheit beantragte ebenfalls Rückweisung der Vorlage an den Bundesrat. Die Verrechnungssteuer auf Obligationen solle zwar abgeschafft, aber durch eine neue obligatorische Meldepflicht ersetzt werden. Denn keine Meldepflicht schaffe eine Grundlage für Steuerhinterziehung. Jene, die ehrlich Steuern bezahlen, würden von der Vorlage nicht profitieren.
Die Fraktionssprecher der Mitte-, der FDP- und der SVP-Fraktion sprachen sich geschlossen für Eintreten auf die Vorlage und gegen die beiden Rückweisungsanträge aus dem linken Lager aus.
Insgesamt folgte der Nationalrat bei der Detailberatung den Anträgen der Kommissionsmehrheit und nahm verschiedene Änderungen gegenüber der Fassung des Bundesrats vor. So soll auch die Verrechnungssteuer auf den Zinsen von indirekt über einen Schweizer Anlagefonds gehaltenen Obligationen abgeschafft werden, sofern diese Zinserträge separat ausgewiesen werden. Was die Umsatzabgabe anbelangt, so beschloss der Nationalrat, diese nicht nur auf Schweizer Obligationen, sondern auch für ausländischen Obligationen abzuschaffen. So soll der Markt für diese Art von Wertschriften in die Schweiz verlegt werden.
Am 2. Dezember 2021 behandelte die kleine Kammer bei der Detailberatung den Erlassentwurf zum ersten Mal, wobei sie gewisse Differenzen zum Nationalrat schuf. Die meisten dieser Unterschiede waren jedoch formaler Natur. In den Schlussabstimmungen nahmen der Nationalrat mit 125 zu 70 Stimmen und der Ständerat mit 31 Stimmen die Reform an.

## Fakultatives Referendum
Am 17. Dezember 2021 wurde die Änderung des Verrechnungssteuergesetzes in der Bundesversammlung angenommen. Am 7. April 2021 endete die Referendumsfrist von 100 Tagen, um 50'000 Unterschriften zu sammeln; das Referendum wurde jedoch schon am 5. April 2021 bei der Bundeskanzlei eingereicht. Am 27. April verfügte die Bundeskanzlei das Zustandekommen mit 66'478 Unterschriften. Am 25. September 2022 fand die Abstimmung über die Vorlage dar.

## Eidgenössische Volksabstimmung

### Abstimmungsfrage
«Wollen Sie die Änderung vom 17. Dezember 2021 des Bundesgesetzes über die Verrechnungssteuer (Verrechnungssteuergesetz, VStG) (Stärkung des Fremdkapitalmarkts) annehmen?»

### Haltungen der Parteien
Ja-Parole: FDP, Die Mitte, EDU, glp, SVP
Nein-Parole: EVP, Grüne, SP

### Ergebnisse
| Kanton                 | Stimmberechtigte | Stimmbeteiligung | Ja-Stimmen | Nein-Stimmen | Ja-Stimmen (in Prozent) |
| ---------------------- | ---------------- | ---------------- | ---------- | ------------ | ----------------------- |
| Schweiz                | 5,549,331        | 51.7             | 1,316,767  | 1,426,257    | 48.0                    |
| Zürich                 | 960,684          | 50.6             | 226,929    | 243,125      | 48.3                    |
| Bern                   | 746,279          | 53.8             | 161,153    | 220,791      | 42.2                    |
| Luzern                 | 284,084          | 55.4             | 80,546     | 70,166       | 53.4                    |
| Uri                    | 26,998           | 48.8             | 6,296      | 6,383        | 49.7                    |
| Schwyz                 | 107,065          | 56.2             | 33,466     | 25,538       | 56.7                    |
| Obwalden               | 27,399           | 58.2             | 8,845      | 6,183        | 58.9                    |
| Nidwalden              | 31,737           | 56.5             | 10,871     | 6,472        | 62.7                    |
| Glarus                 | 26,688           | 45.1             | 5,448      | 6,207        | 46.7                    |
| Zug                    | 78,144           | 56.6             | 27,190     | 16,245       | 62.6                    |
| Freiburg               | 212,695          | 52.8             | 46,814     | 59,509       | 44.0                    |
| Solothurn              | 182,547          | 50.5             | 40,564     | 48,974       | 45.3                    |
| Basel-Stadt            | 114,039          | 53.6             | 23,264     | 34,234       | 40.5                    |
| Basel-Landschaft       | 190,927          | 50.9             | 42,583     | 49,359       | 46.3                    |
| Schaffhausen           | 53,575           | 67.9             | 15,990     | 16,572       | 49.1                    |
| Appenzell Ausserrhoden | 38,994           | 54.9             | 10,800     | 10,070       | 51.7                    |
| Appenzell Innerrhoden  | 12,173           | 51.4             | 3,610      | 2,376        | 60.3                    |
| St. Gallen             | 329,981          | 50.5             | 86,110     | 76,207       | 53.1                    |
| Graubünden             | 141,475          | 48.3             | 34,904     | 30,522       | 53.3                    |
| Aargau                 | 439,398          | 48.9             | 105,469    | 103,364      | 50.5                    |
| Thurgau                | 177,776          | 51.4             | 47,168     | 39,856       | 54.2                    |
| Tessin                 | 224,811          | 52.3             | 56,067     | 55,548       | 50.2                    |
| Waadt                  | 467,964          | 52.4             | 108,554    | 122,854      | 46.9                    |
| Wallis                 | 231,452          | 49.5             | 52,547     | 54,684       | 49.0                    |
| Neuenburg              | 113,969          | 48.2             | 20,090     | 31,754       | 38.8                    |
| Genf                   | 274,243          | 47.5             | 51,043     | 71,999       | 41.5                    |
| Jura                   | 54,234           | 52.6             | 9,724      | 17,265       | 36.0                    |